# Podhora (Mohelnice nad Jizerou)
Podhora je malá vesnice, část obce Mohelnice nad Jizerou v okrese Mladá Boleslav. Nachází se asi 1,5 kilometru severozápadně od Mohelnice nad Jizerou. Vesnicí protéká říčka Mohelka. Vesnicí vede silnice II/277. Podhora leží v katastrálním území Mohelnice nad Jizerou o výměře 2,67 km².

## Historie
První písemná zmínka o vesnici pochází z roku 1675.

## Pamětihodnosti
- obytný dům s hospodářským křídlem čp. 5, chlívek